# Alone circoscritto
Un alone circoscritto è un alone, un fenomeno ottico che circoscrive un alone di 22° centrato attorno al Sole.
Quando osservata, un alone circoscritto è normalmente di forma ovale e tangenziale all'alone di 22° direttamente sotto e sopra al Sole. Si forma quando il Sole si alza e gli archi tangente superiore e tangente inferiore si estendono uno sull'altro e si chiudono attorno all'alone di 22°. Quando il Sole si alza sopra i 70°, di solito copre l'alone di 22°.
Un alone circoscritto è generalmente più debole, ma di colori più intensi, rispetto all'alone di 22°. Come molti altri aloni è rosso nella sua parte interna verso il Sole e blu nel bordo esterno.